# Norman Cantor
Pour les articles homonymes, voir Cantor.
Norman Frank Cantor (19 novembre 1929, Winnipeg (Manitoba, Canada) – 18 septembre 2004,  Miami (Floride, États-Unis)) est un médiéviste canado-américain. Connus pour leur style clair et agréable, les livres de Cantor comptaient parmi les ouvrages les plus lus en anglais concernant l'histoire médiévale. Son livre La Civilisation du Moyen Âge, publié pour la première fois en 1964, reste un des best-sellers absolus dans le domaine. Ses livres reçurent en général un accueil mitigé dans les journaux savants, mais furent des best-sellers très appréciés, grâce au talent de Cantor, pour rédiger dans un style familier, des critiques vivantes sur les personnes et les idées, tant du passé que du présent. 

## Biographie
Cantor obtint son B.A. (Bachelor of Arts) en 1951 à l'université du Manitoba, puis la maîtrise en 1953 à l'université de Princeton et résida une année comme boursier de la Fondation Rhodes à l'université d'Oxford. Il passa son doctorat à Princeton en 1957 sous la direction de l'éminent médiéviste Joseph Strayer.
Après avoir enseigné à Princeton, Cantor passa à l'université Columbia où il enseigna de 1960 à 1966. Il fut Leff professor à l'université Brandeis jusqu'en 1970 et travailla ensuite à l'université de Binghamton jusqu'en 1976, date à laquelle il partit pour l'université d'Illinois à Chicago, où il enseigna deux ans. Il termina sa carrière à l'université de New York, où il était professeur d'histoire, de sociologie et de littérature comparée. Il prit sa retraite en 1999.
Bien que son travail fut centré à l'origine sur l'histoire religieuse et intellectuelle de l'Angleterre, Cantor élargit par la suite ses intérêts intellectuels et il rencontra plus de succès en écrivant pour le grand public que dans ses premières recherches beaucoup plus spécialisées. Il publia bien une monographie, fondée sur sa thèse de doctorat, L'Église, la Royauté et l'investiture de laïcs en Angleterre, 1089-1135, qui parut en 1958 et reste une contribution importante au thème des relations entre l'Église et l'État dans l'Angleterre médiévale. Au cours de sa carrière, cependant, il préféra écrire sur les grands traits de l'histoire de l'Occident et sur l'histoire des études médiévales en Europe et Amérique du Nord, en particulier la vie et la carrière d'éminents médiévistes, critiquant vigoureusement Ernst Kantorowicz.